# Hardy Cubasch
Hardy Cubasch (27 de octubre de 1980) es un deportista australiano que compitió en remo. Ganó una medalla de oro en el Campeonato Mundial de Remo de 2005, en la prueba de dos con timonel.

## Palmarés internacional
| Campeonato Mundial | Campeonato Mundial | Campeonato Mundial | Campeonato Mundial |
| Año                | Lugar              | Medalla            | Prueba             |
| ------------------ | ------------------ | ------------------ | ------------------ |
| 2005               | Kaizu (Japón)      | Medalla de oro     | Dos con timonel    |